# La Noria de Gallegos
La Noria de Gallegos es una localidad del estado mexicano de Guanajuato. Es parte del municipio de Tarimoro.

## Demografía
| Gráfica de evolución demográfica |
|                                  |

| Censo | Población |
| ----- | --------- |
| 1900  | 349       |
| 1910  | 266       |
| 1921  | 327       |
| 1930  | 328       |
| 1940  | 444       |
| 1950  | 474       |
| 1960  | 715       |
| 1970  | 1 076     |
| 1980  | 803       |
| 1990  | 1 231     |
| 2000  | 957       |
| 2010  | 910       |
| 2020  | 1 000     |